# Gerard van Spaendonck

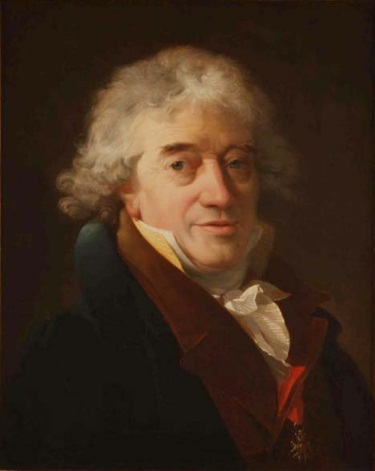
Gerard van Spaendonck

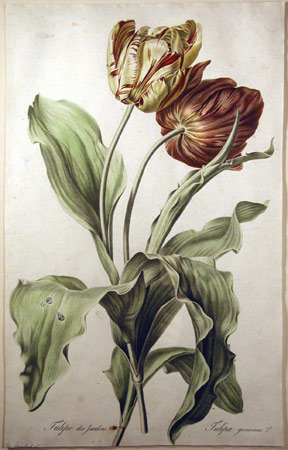
Tulipán de "Fleurs Dessinees d'apres Nature"

Gerard van Spaendonck  (Tilburgo, Países Bajos 22 de marzo de 1746 - París, Francia, 11 de mayo de 1822) fue un pintor holandés, hermano del también pintor Cornelis van Spaendonck.
Fue discípulo de Herreyas en Amberes y más tarde se trasladó a París, cuando ya había adquirido justo renombre como pintor de flores y frutas. En la capital de Francia fue pintor del rey y profesor de iconografía del Jardín de Plantas, ingresando en 1781 en la Real Academia.
Sus obras, que a veces se confunden con las de van Huyseur, se encuentran en el Louvre, Angers, Montpellier, Fontainebleau, etc.
- Datos: Q2523019
- Multimedia: Gerard van Spaendonck / Q2523019
- Especies: Gerrit Spaendonck

- El contenido de este artículo incorpora material del tomo 57 de la Enciclopedia Universal Ilustrada Europeo-Americana (Espasa), cuya publicación fue anterior a 1945, por lo que se encuentra en el dominio público.